# Lobby (Raum)

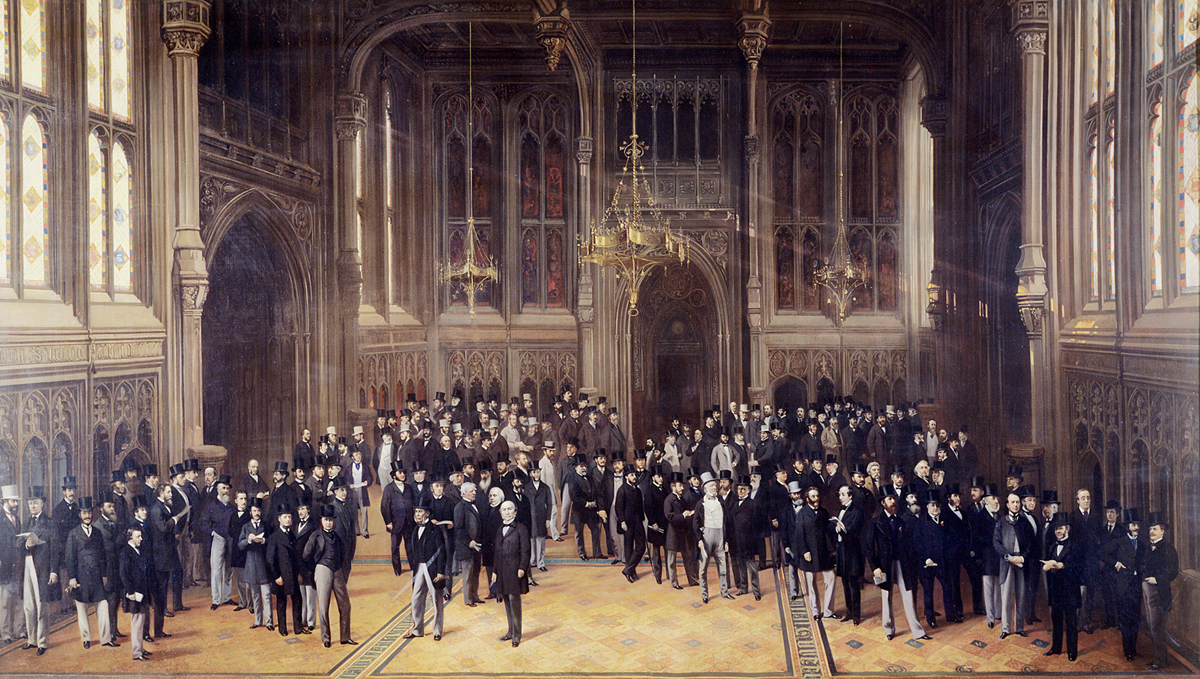
Die Lobby des britischen Unterhauses um 1873

Lobby ist die Wandelhalle im amerikanischen und britischen Parlamentsgebäude, in der die Abgeordneten mit Interessengruppen und Wählern zusammentreffen. Die Interessengruppen werden mit Bezug auf diese Kommunikationsplattform auch als Lobbygruppen oder Lobbys bezeichnet (Lobbyismus).
Das Wort stammt aus dem Urgermanischen und bezeichnete einen mit Laubblättern („lauba“) bedeckten Durchgang (siehe auch Laube). Allerdings ist das Wort noch älter und hat seine Wurzel im Indogermanischen („leup“ für abreißen, herunterreißen, also Baumblätter als Futter nutzend). Das Mittellateinische entlehnte es in dem Wort „lubia“.
Der Begriff wird als Synonym für Eingangshalle, Empfangshalle, Foyer, Hotelhalle, Lounge, Vestibül, Vorhalle, Vorraum, Wandelgang und Wandelhalle verwendet.